# Teddington
Teddington – podmiejska dzielnica Londynu, leżąca w gminie London Borough of Richmond upon Thames. W 2011 liczyła 10330 mieszkańców.
Z Teddington pochodzi Keira Knightley, brytyjska aktorka.